# Păianjeni țesători sferici aurii
Nephila, sau Păianjeni țesători aurii, este un gen de păianjeni araneomorfi din familia Nephilidae. Genul include cei mai mari păianjeni țesători de pânze. Ei se numesc țesători aurii nu din cauza culorii corpului, ci a firelor de mătase de culoare galbenă, în lumina soarelui căpătând nuanțe aurii. Pe lângă acest nume, sunt numiți și păianjeni banană sau păianjeni gigantici de lemn.

## Etimologie
Numele genului Nephila provine de la cuvintele grecești νήμα (nema) – fir, ață, fibră și φίλος (philos) – a iubi, a plăcea; adică iubitori de a țese.

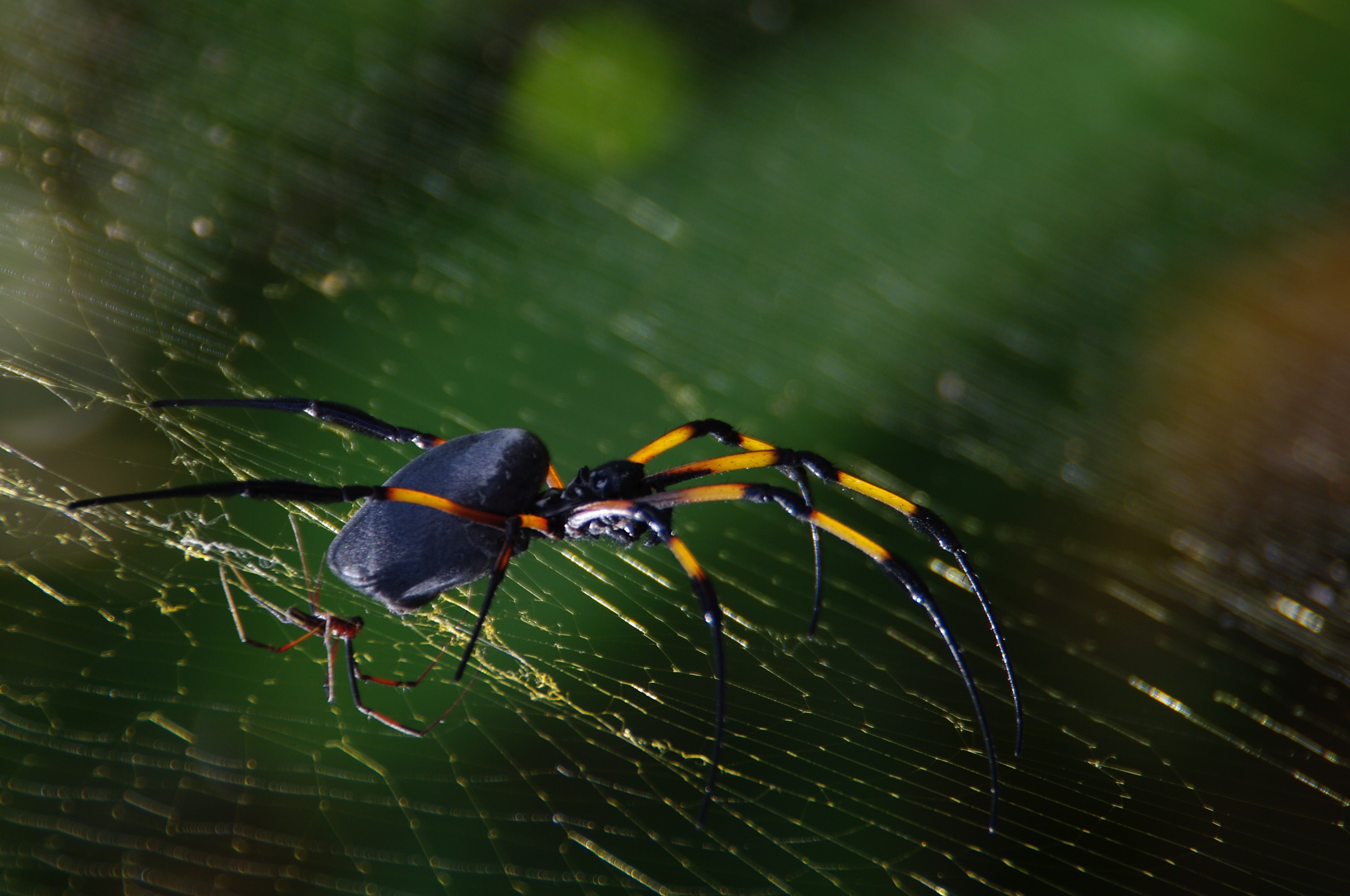
Nephila sp. Masculul şi femela

## Descriere
Dimensiunile corpului variază de la 1 până la 4 cm, inclusiv picioarele – 12 cm. Dimorfismul sexual este foarte pronunțat, masculii sunt de 4–5 ori mai mici decât femelele. Culoarea corpului e foarte variată. Se întâlnesc reprezentanți cu nuanțe de roșu, portocaliu, galben, argintiu, alb, gri și negru. Contrastul dintre culori avertizează dușmanii despre toxicitatea pe care o prezintă. Opistosoma este voluminoasă și, de regulă, tubulară. Forma alungită mărește suprafața de contact a corpului cu aerul prevenind supraîncălzirea. Vârful picioarelor, în special perechii a treia, posedă ghiare utilizate la țeserea mătase.

## Modul de viață

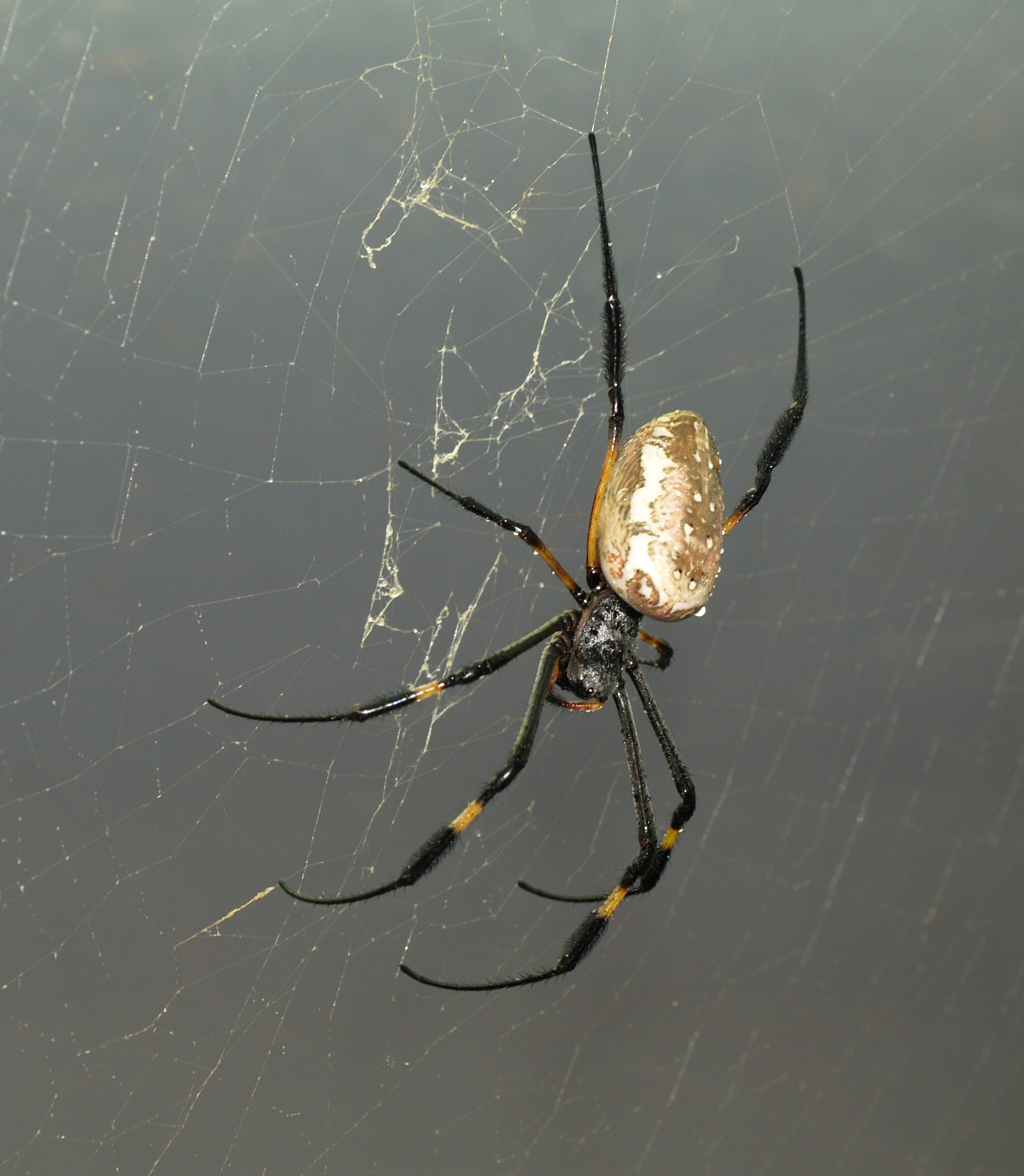
Nephila senegalensis

### Pânza
Un fapt foarte uimitor, spre deosebire de alți păianjeni, aceștia țes o mătase de culoare galbenă. Reflectând lumina soarelui mătasea strălucește asemenea aurului. Culoare galbenă se datorează prezenței în mătase a acidului xanthurenic, doua chinone și plus o substanță necunoscută. Ultimele experimente demonstrează că această culoare are un efect dublu: atrage unele insecte în plasă, care devin prada păianjenilor și acționează ca un camuflaj pe fonul frunzelor îngălbenite sau uscate. Păianjenul e capabil să modifice componența chimică a mătasei, schimbând astfel și nuanța mătasei, fiind adaptate vederii insectelor.

Păianjenii Nephila construiesc plase complexe cu diferite crenguțe, frunze, cuticula neconsumată a victemelor, ataște la o mică distanță de pânză, îndeplinind rolul unor bariere, care văzute de păsări sau de animale mai mari împiedică distrugerea lor. Pânză este de formă rotundă, țesută din radiare și spirale cu ochiuri puțin neregulate. Ea este reînnoit în mod regulat, pentru a menține adezivitatea la nivelul cuvenit. Când vremea este bună, sunt refăcute doar părțile deteriorate ale pânzei. Păianjenii consumă porțiunea care urmează să fie înlocuită, se țes întâi elemente radiare, apoi spirele noi. Această reînnoire parțială este diferită de ceilalți păianjeni care înlocuioesc întreagă pânza.

Firele radiare sunt nelipicioase, cele spirale alternează una nelipicioasă și 20 lipicioase (adezive) . Mai întâi, păianjenul întinde firele radiare, apoi cele spirale nelipicioase. La urmă în locurile dintre spirele nelipicioase sunt țesute cele lipicioase. Pigmenții galbeni sunt prezenți numai în mătasea adezivă. Densitatea spirelor variază în funcție de mărimea păianjenului. 

Pânza este verticală și asimetrică. Firele ce pleacă dinspre centru în sus se unesc într-un smoc comun, formând locul de retragere a păianjenului. 

Pe pânzele specie Nephila clavipes s-a observat stabilimentum fabricat din mătase amestecată cu cuticulă rămasă de la năpârlirile anterioare, și dispuse în fâșii radiare, de unde a primit denumirea de pânză năpârlită sau pânză schelet. Nephila edulis, în timpul vântului puternic și în zilele ploioase, desface partea inferioară a pânzei pentru a permite curenților de aer vântului fără să distrugă întreaga plasă. 

Datorită mărimii pânzei (la unele specii ea poate avea în diametru până la 1–2 metri) cât și proprietăților, acești păianjeni au fost văzuți mâncând păsări mici.

Pânza specie Nephila clavipes.
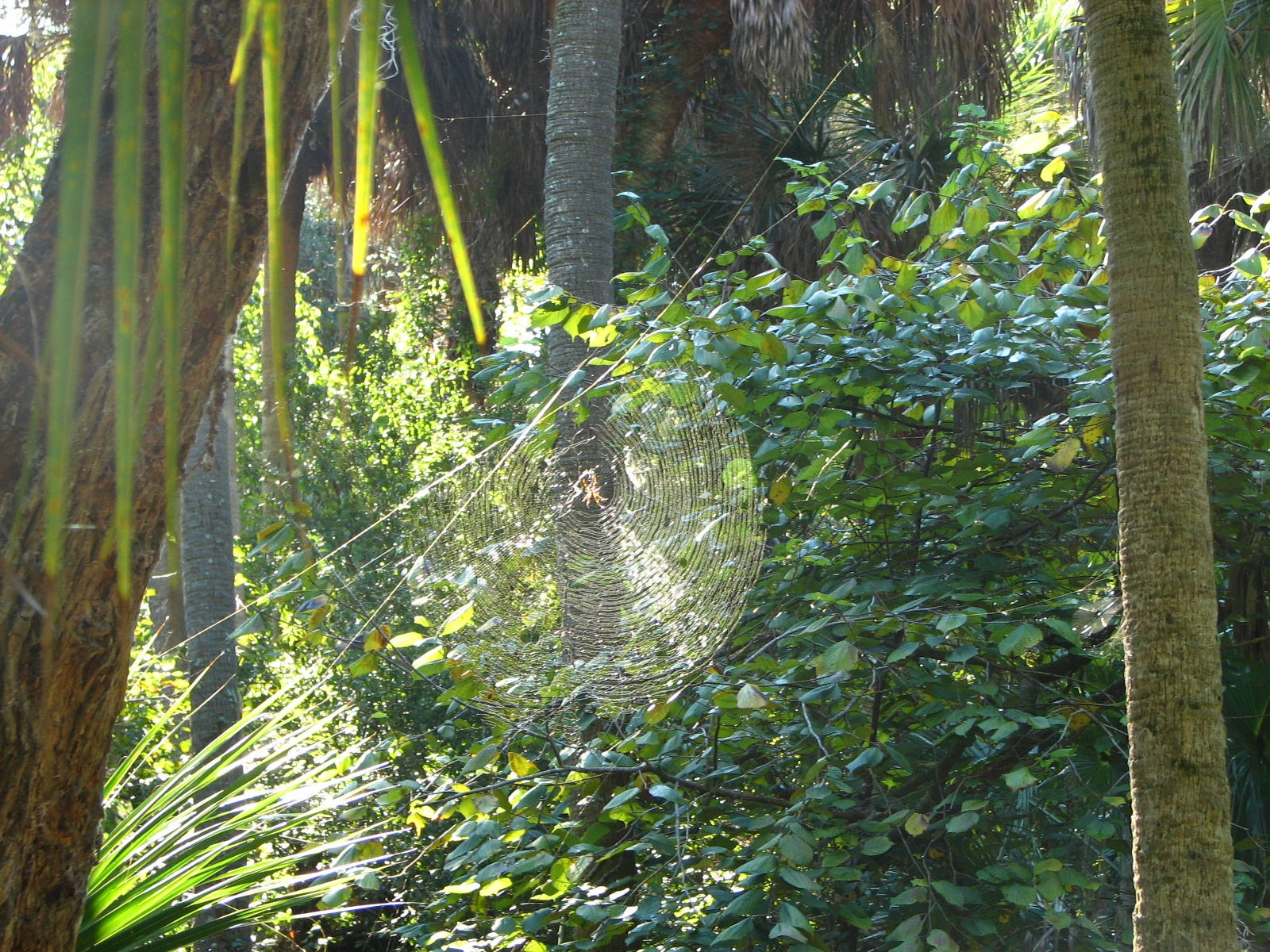
Pânza specie Nephila clavipes, Florida.
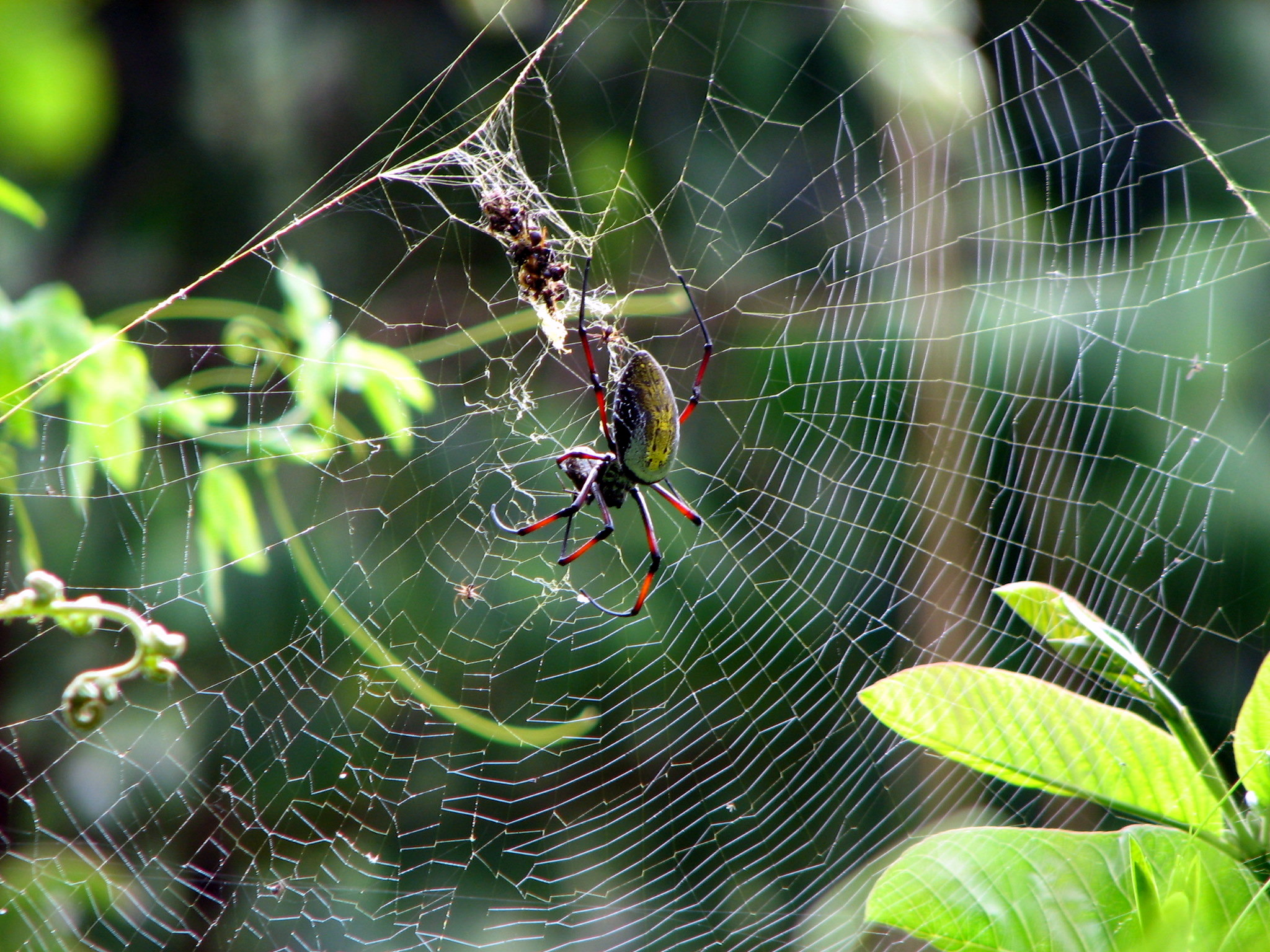
Pânza specie Nephila inaurata, Madagascar.
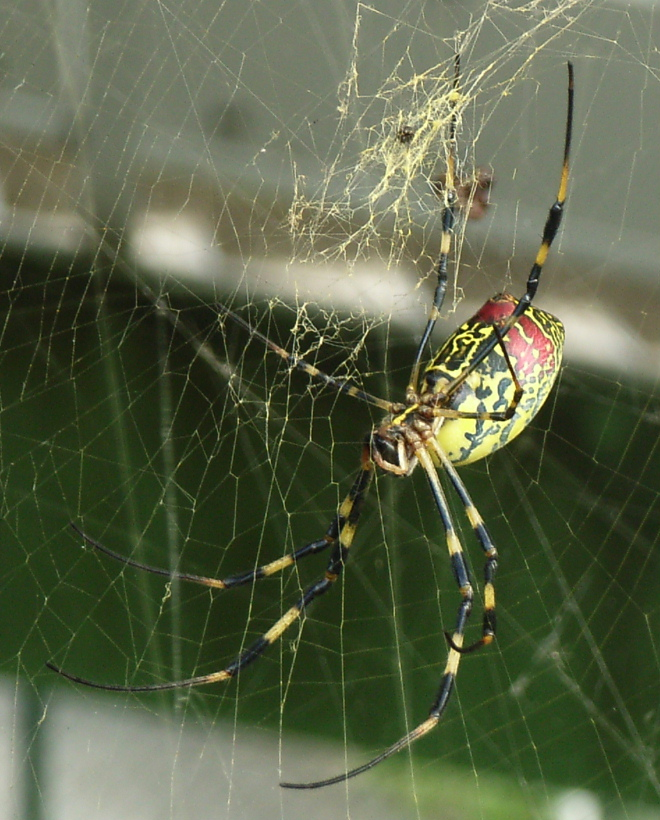
Pânza specie Nephila clavata, se observă firele galbene.
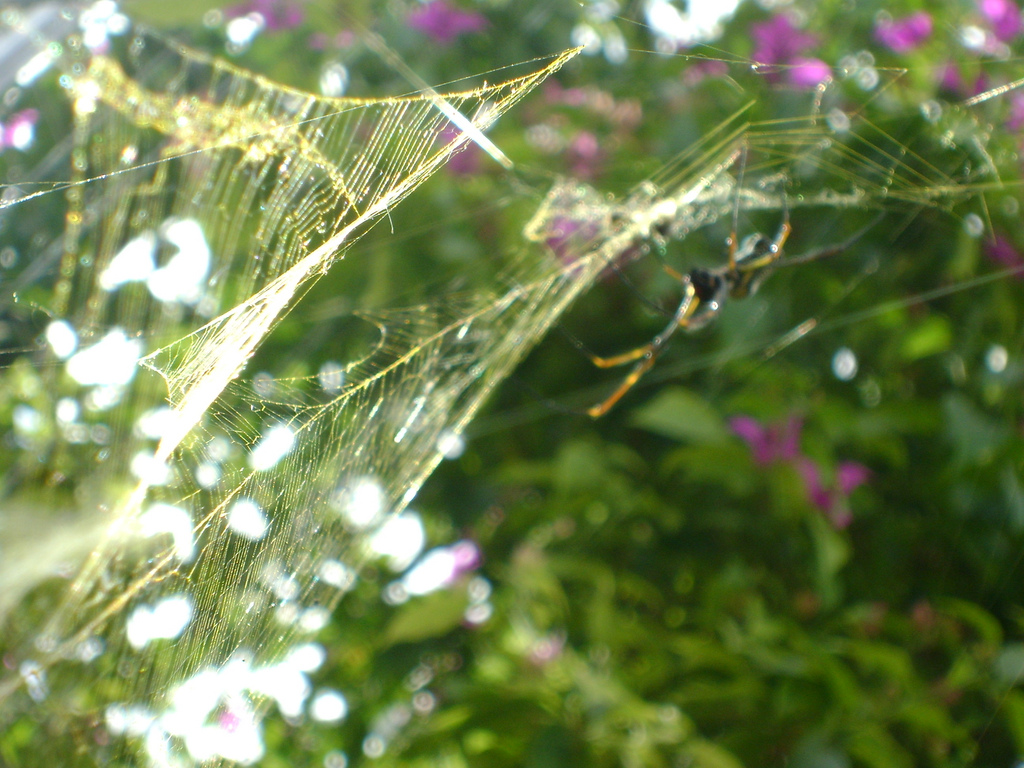
Mătasea galbenă în lumina soarelui.
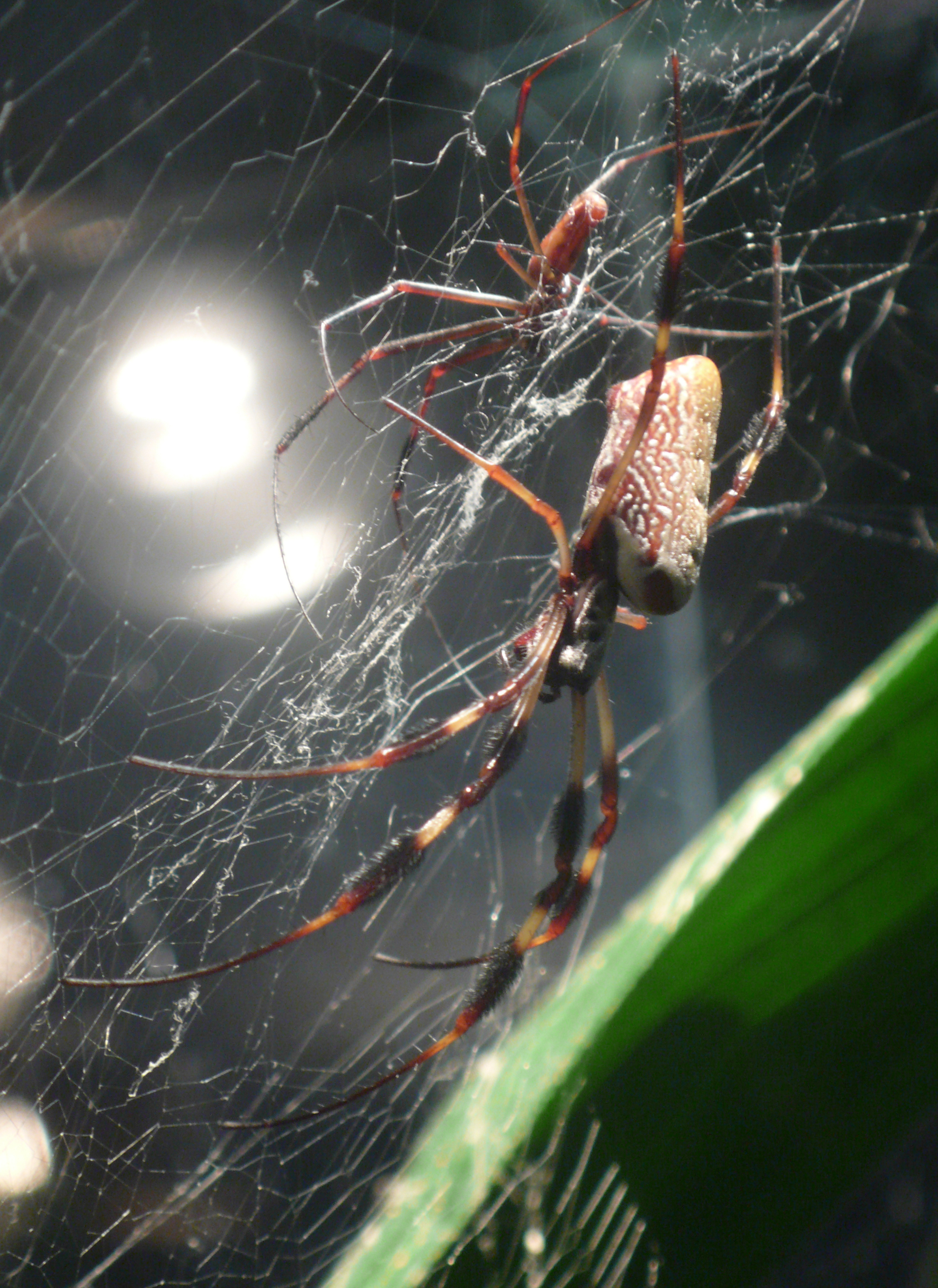
Nephila clavipes, Mascul și femelă
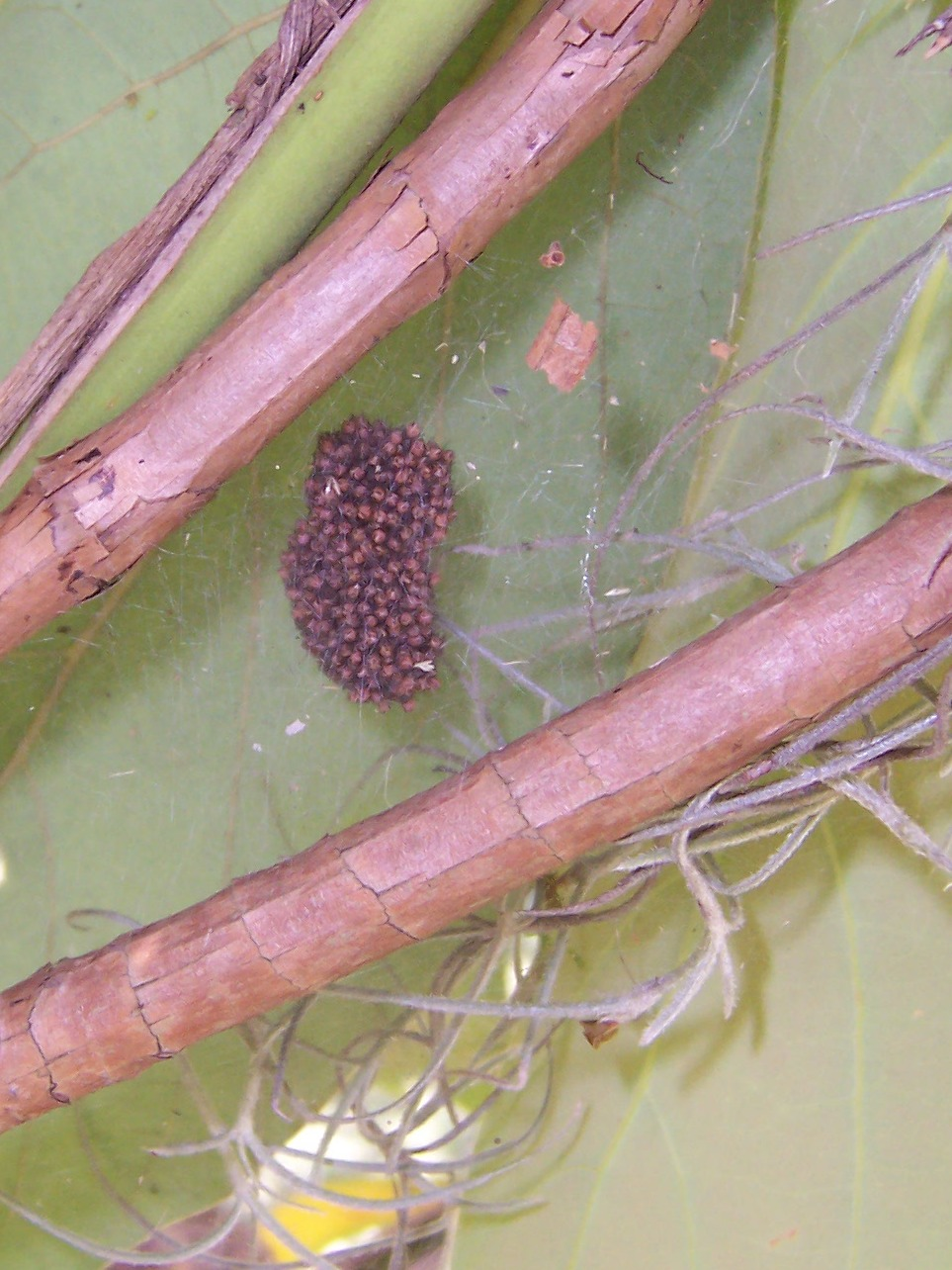
Coconul ascuns printre frunze
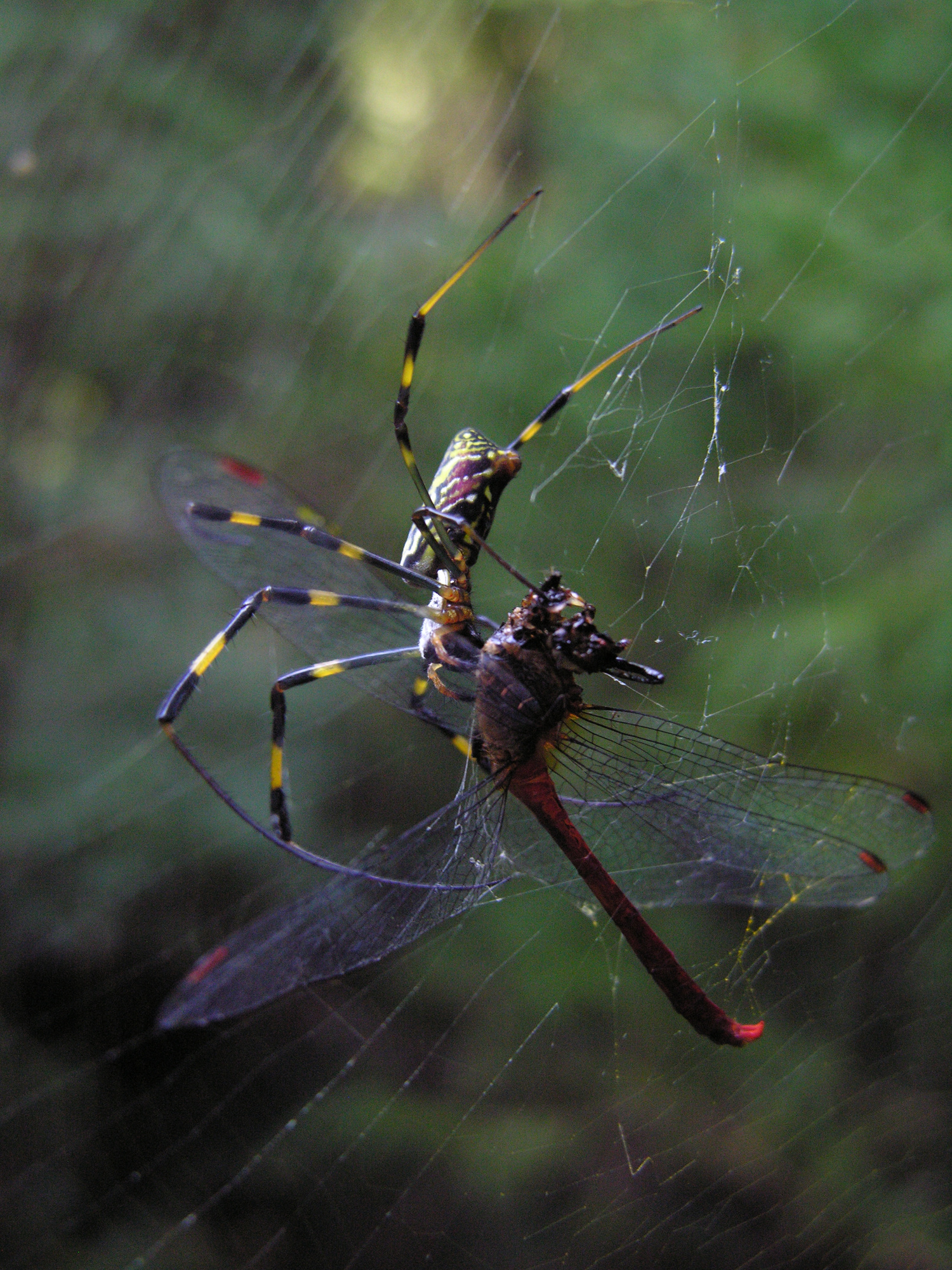
Nephila clavata mâncându-și prada.

### Parazitism

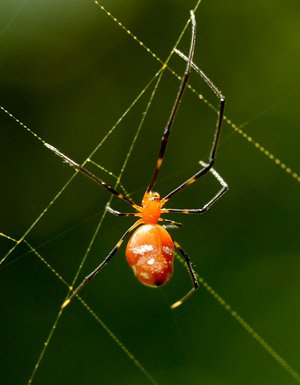
Parazitul Argyrodes flavescens

Unele specii (de exemplu Nephila clavipes) devin frecvent victime ale păianjenilor Argyrodes, un gen cu reprezentanți foarte mici albi-argintii. Uneori câteva zeci de indivizi pot infesta o singură pânză, hrănindu-se cu prada prinsă de păianjenul gazdă. Reconstruirea frecventă sau abandonarea pânzei poate fi și o tactică de eliminare a acestor mici paraziți.

## Ciclul de viață
Păianjenii tinere nu construiesc pânze din mătase galbenă, de aceea uneori pot fi confundați cu juvenilii Leucauge. Culoarea și forma corpului ambelor genuri se aseamănă, opistosoma posedă dungi argintii. Cea mai mare diferență dintre aceștia constă în structura pânzei. Leucauge tinde să construiască o pânză orizontală, care este un cerc perfect, în timp ce Nephila construiesc pânze verticale, eliptice și asimetrice. La apropierea prădătorilor, tinerii produc vibrația pânzei și în cele din urmă sar pe obiectele din jur.

## Veninul
Veninul țesătorilor aurii este foarte puternic, dar neletal pentru om. Aceasta are un efect neurotoxic similară cu cea a Văduvii negre. Mușcătura produce durere locală, roșeață, vezicule care în mod normal dispar într-un interval de 24 de ore. În cazuri rare, s-ar putea declanșa reacții alergice, crampe musculare involuntare, iar la persoanele afectate de astm provoacă difilcutăți în respirație/ respiratorii. Din cauza că genul posedă chelicere puternice, mușcătura ar putea lasă o cicatrice.

## Interacțiunea cu omul
Acești păianjeni nu sunt mari dăunători pentru oameni. Construindu-și pânza pe arbuștii și florile din grădini, incomodează sau afectează estetica grădinilor. Însă prezența păianjenului lângă fructe poate respinge dăunătorii, fără a se folosi insecticide.

S-au făcut încercări de a produce haine din mătase. Dar, din punct de vedere comercial, această idee nu a avut succes, materialul rezultat era prea scump și productivitatea păianjenilor era scăzută.
La Muzeul American de Istorie Naturală, este expusă o pânză țesută de peste 1 milion de țesători aurii (femele).
Pescarii de pe coastele Oceanelor Indian și Pacific strâng mătase și meșteșugesc/fac din ea mingi utilizate la pescuit.

## Răspândire
Păianjenii țesători aurii sunt răspândiți în regiunile calde din întreaga lume: Australia, Africa, Asia tropicală, insulele din sudul Pacificului, în cele două Americi se găsește o singură specie Nephila clavipes.

### Generale
- Nephilidae.com: A web resource for nephilid spiders Arhivat în 14 iulie 2011, la Wayback Machine.

### Imagini
- Pictures of golden silk orb-weavers
- Pictures of golden silk orb-weaver eating a bird